# Marek Wenzel
Marek Wenzel (* 18. Januar 1977 in Bautzen) ist ein ehemaliger deutscher Volleyballspieler.
Wenzel spielte in den 1990er Jahren in seiner sächsischen Heimat beim Bundesligisten SC Leipzig. Nach dessen Abstieg 1997 spielte er eine Saison mit dem Juniorenteam vom VC Olympia Berlin in der Zweiten Bundesliga. Seine erfolgreichste Zeit hatte er von 1998 bis 2001 beim SCC Berlin, als er 1999 im europäischen CEV-Pokal Platz drei belegte und ein Jahr später Deutscher Vizemeister sowie DVV-Pokalsieger wurde. 2001 wechselte Wenzel zum Zweitligisten Volley Dogs Berlin, mit dem ihm 2002 der Aufstieg in die Bundesliga gelang. Von 2003 bis 2005 spielte er beim Ligakonkurrenten SG Eltmann und in der Saison 2005/06 wieder in der Zweiten Bundesliga beim 1. Sonneberger VC. Danach ging Wenzel nach Österreich in die Erste Liga und spielte je zwei Jahre für PSvBG Salzburg und Union Raiffeisen Arbesbach. 2010 wechselte Wenzel zurück nach Deutschland zum Zweitligisten TSGL Schöneiche, wo er seine lange Volleyballkarriere nach der Saison 2011/12 beendete.